# Ювеліт

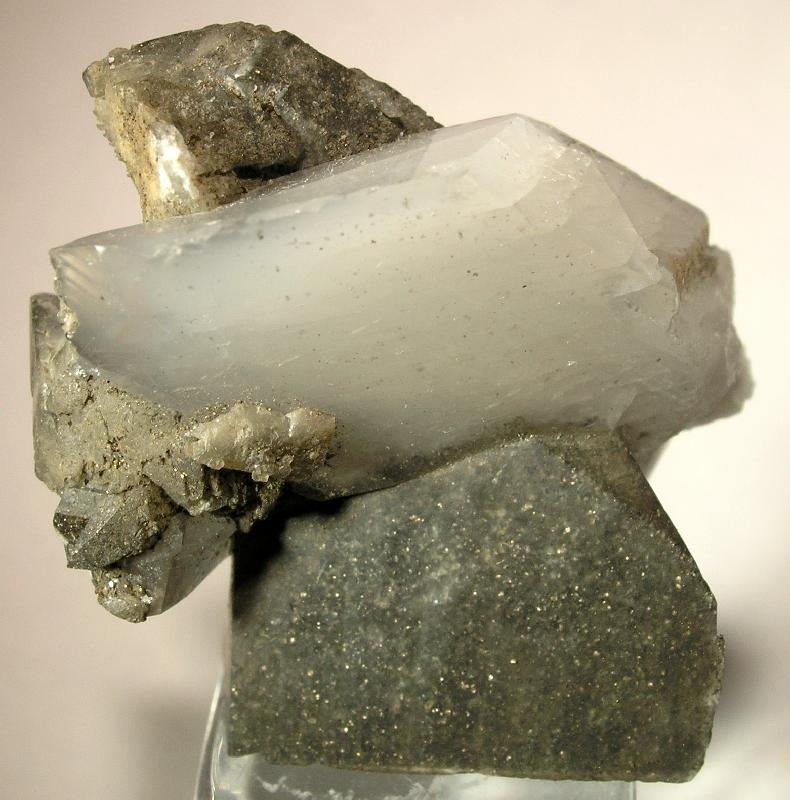
Torridonian Sandstone

Ювеліт — мінерал, оксалат кальцію. Один з найпоширеніших мінералів у біолітах.
Синонім: юеліт, уеделіт, юйліт та ін.

## Етимологія та історія
Ювеліт був вперше виявлений у гірських породах англійським мінералогом Генрі Джеймсом Бруком (1771-1857) у 1840. Зразок з «шахти Глюкауф», район Саксонська Швейцарія — Східні Рудні Гори, описаний у 1852 році Генрі Джеймсом Бруком та валлійський мінералогом Вільямом Геллоузом Міллером (1801-1880), які назвали мінерал на честь британського філософа та історика науки Вільяма Вевелла (1794-1866).

## Загальний опис
Хімічна формула: Са[C2O4]. H2O. Містить (%): СаО — 38,3; C2O3 — 49,4; H2O — 12,3. Сингонія моноклінна. Утворює двійники. Форми виділення: ізометричні, короткопризматичні кристали, прихованокристалічні агрегати. Густина 2,23. Твердість 2,5-3,5. Безбарвний і прозорий. Інколи жовтуватий або коричнюватий. Блиск скляний. Злом раковистий. Крихкий.
Розчинний в кислотах, у воді — нерозчинний.
Асоціація: кальцит, барит, сфалерит, пірит, уеделіт, воскоподібні вуглеводні.
Типовий матеріалу: Гарвардський університет, Кембридж, Массачусетс, США, 78102.

## Генеза і поширення
Поширений у біолітах. Утворюється при вивітрюванні покладів кам'яного вугілля і зустрічається разом з рослинними рештками у вугільних пластах. Рідкісний. Відомий як гідротермальний мінерал у рудних жилах родовищ Фрайберга (Саксонія, ФРН), Бая-Маре (Румунія), у районі Майкопа (Півн. Кавказ), також по р. Ярезі (Південний Тіман). У США знахідки зафіксовані у штатах Монтана, Південна Дакота, Орегон, Юта, Огайо. Північний Йоркшир, Англія. Сен-Сільвестр (Верхня В'єнна), Франція.
В Україні, кольоровий бітумінозний мінерал ювеліт, зокрема, присутній у гідротермально змінених пермських породах Дніпровсько-Донецької западини.
Індивіди та агрегати ювеліту присутні в рослинах, організмах тварин та людини.